# David Haye
David Haye est un boxeur britannique né à Bermondsey, Londres le 13 octobre 1980.

## Carrière

### Champion des lourds-légers
Champion d'Angleterre puis champion d'Europe EBU des lourds-légers après sa victoire par KO au 1er round contre Alexander Gurov le 16 décembre 2005, il devient champion du monde WBA et WBC le 10 novembre 2007 à Levallois Perret en battant le français Jean-Marc Mormeck (grâce à un KO à la 7e reprise).

### Champion poids lourds
Après avoir dominé en deux rounds son compatriote Enzo Maccarinelli pour le titre WBO le 8 mars 2008, il décide de boxer en poids lourds. Son premier combat a lieu le 15 novembre 2008 à Londres où il bat l'américain Monte Barrett à la 5e reprise.
Le 7 novembre 2009, David Haye s'adjuge la ceinture WBA des lourds aux points après 12 rounds par décision majoritaire devant le géant russe Nikolay Valuev lors de la réunion de Nuremberg (114:114, 116:112, 116:112). Il conserve ce titre le 3 avril 2010 en battant John Ruiz par arrêt de l'arbitre à la 9e reprise, puis une seconde fois le 13 novembre en stoppant au 3e round son compatriote Audley Harrison.
Le 2 juillet 2011, il perd finalement son titre aux points dans le très attendu duel contre Wladimir Klitschko à Hambourg. Les juges sont unanimes : 118-108, 117-109 et 116-110 en faveur de l'ukrainien.

### Retraite sportive puis retour sur les rings
Il annonce sa retraite le jour de ses 31 ans, soit le 13 octobre 2011 mais le 14 juillet 2012, il affronte et bat son compatriote Dereck Chisora au 5e round.
Le 11 novembre 2012 il est candidat à l'émission de télé réalité I'm a Celebrity... Get Me Out of Here !.
Il annonce son retour sur les rings et combat le puncheur australien Mark de Mori (en) le samedi 16 janvier 2016 à l'O2 Arena, dans ce qui est son premier combat depuis juin 2012 et une victoire en cinq rounds contre Dereck Chisora. Le combat se termine par une victoire de David Haye par KO au 1er round. Pour ce combat, il est pesé à 103,5 kg, soit 7 kilos de plus que lors de son combat contre Wladimir Kiltschko en 2012.
Le 4 mars 2017, il affronte dans un combat sans titre majeur en jeu dans la catégorie poids lourds son compatriote Tony Bellew, champion WBC des lourds-légers. Victime d'une entorse à la cheville pendant le combat, Haye est compté à deux reprises par l'arbitre aux 6e et 11e rounds avant que son coin ne décide de renoncer en jetant l'éponge. Il s'incline également lors du combat revanche par arrêt de l'arbitre au 5e round après avoir été envoyé deux fois au tapis par son adversaire.

## Palmarès
- Champion du monde poids lourds-légers WBA-WBC, contre Jean Marc Mormeck, le 10 novembre 2007.
- Champion du monde poids lourds-légers WBO, contre Enzo Macarinelli, le 8 mars 2008.
- Champion du monde poids lourds WBA, contre Nikolay Valuev, le 7 novembre 2009.